# Munești
Munești – wieś w Rumunii, w okręgu Alba, w gminie Sohodol. W 2011 roku liczyła 22 mieszkańców.